# Alexandre Gordon (journaliste)
Pour les articles homonymes, voir Alexandre Gordon.
Alexandre Gordon (russe : Александр Гарриевич Гордон), né le 20 février 1964 à Obninsk, ville de l'oblast de Kalouga, en République soviétique de Russie, est un journaliste, animateur de télévision et de radio, acteur et producteur russe. 
Il a animé plusieurs émissions à la télévision russe, dont l'émission de vulgarisation scientifique Gordon (ru) diffusée de 2001 à 2003 sur NTV, et l'émission de cinéma Zakriti Pokaz (ru) (traduction : Séance privée) diffusée de 2007 à 2013 sur la Première chaîne de Russie.
Il a été récompensé à cinq reprises d'un prix TEFI (2007, deux fois en 2008, 2010 et 2011).
Son film Oncle Sacha (Дядя Саша) est sélectionné en compétition officielle au festival Kinotavr 2018.

## Filmographie
- 2002 : Le berger de leurs vaches (Пастух своих коров)
- 2011 : Les lumières du bordel (Огни притона)
- 2018 : Oncle Sacha (Дядя Саша)